# Национално знаме на Португалия
Националното знаме на Португалия има правоъгълна форма с отношение ширина към дължина 2:3 и представлява две вертикални цветни полета – зелено откъм носещата част и червено към края. Двете полета не са с еднакви размери – зеленото заема 2/5 от ширината на флага, а червеното 3/5. В центъра на линията между двата цвята е изобразен националният щит пред жълта армилярна сфера.
В този вариант знамето е официално прието на 30 юни 1911 г., заменяйки стария герб на конституционната монархия.

## История
Първият хералдически символ, от който произлиза първият вариант на знамето на Португалия датира от 1095 г. и е щит със син кръст на бял фон носен от Хенри от Бургундия, граф на Португалия, по време на битките с Маврите. Първото знаме на Португалия представлявало бяло платнище със син кръст и било използвано от първия крал на страната Афонсу I през 1139 г. Към края на 12 век се използва бяло знаме с пет малки сини щита наредени в кръст.
През средновековието португалското знаме представлява бял флаг с щит и корона, като формата на щита и короната се променят многократно. През 1830 г. е прието знаме с две еднакви вертикални цветни полета – сино и бяло и изобразен щит и корона в средата.
След републиканската революция в Португалия монархическото знаме било отхвърлено. То било заместено от флаг със зелен и червен цвят, символ на републиканците от 1891 г. Настоящият флаг бил официално утвърден на 30 юни 1911.

## Символика
Зеленото символизира надежда, а червеното кръвта на загиналите в името на държавата. Армилярната сфера е важен астрономически и навигационен уред за португалските моряци и символизира един от най-важните периоди за Португалия – епохата на великите открития.
Националният щит, седящ на преден план, е един от най-важните и най-стари символи на Португалия. Той е присъствал в почти всички знамена на държавата.

## Знамена през годините
- 1830 – 1910
- Първият флаг на Португалия